# Amparo Martínez
Amparo Martínez Cerdán (Valencia, ...) è una modella spagnola, eletta Miss Spagna nel 1985.

## Biografia
Miss Spagna 1985 vide la vittoria della rappresentante di Valencia, Amparo Martínez che fu incoronata presso Salou (Tarragona). Partecipò anche a Miss Mondo 1985 in rappresentanza della Spagna ma non passò le fasi preliminari. In seguito la Martinez lavorò anche come modella per un breve periodo, prima di ritirarsi dal mondo dello spettacolo e sposare Gabriel Garcia, manager di Manolo Escobar.